# Aspidistra mushaensis
Aspidistra mushaensis là một loài thực vật có hoa trong họ Măng tây. Loài này được Hayata mô tả khoa học đầu tiên năm 1920.